# That’s the Way of the World
That’s the Way of the World ist das sechste Studioalbum der amerikanischen Band Earth, Wind and Fire. Es ist zugleich der Soundtrack zu dem gleichnamigen Film, in dem verschiedene Bandmitglieder Cameo-Auftritte hatten. Das Musikmagazin Rolling Stone führt es auf Platz 486 seiner Liste der 500 besten Alben aller Zeiten, bislang verkaufte sich das Album allein in den USA über 3 Millionen Mal.

## Wissenswertes
Bereits 1974 begannen die Arbeiten an einem Film unter der Regie von Sig Shore, mit dem er die Musikindustrie bloßstellen wollte. Harvey Keitel spielte den Chef einer Plattenfirma, die Mitglieder von Earth, Wind & Fire eine naive unbedarfte Newcomerband. Die Mitwirkung an dem Film beschränkte sich auf eine kleinere Sprechrolle für Maurice White und einige Kurzauftritte der Band. Parallel zu den Dreharbeiten nahm die Band auf der Caribou Ranch in Nederland, Colorado, im September und Oktober 1974 die Lieder auf, die in dem Film verwendet werden sollten. Als die Band den fertigen Film sah, befürchtete sie, dass er ein Flop werden würde, und beschloss, das Album vor dem offiziellen Filmstart zu veröffentlichen. Für die Band war das Album ein wichtiger Wendepunkt:

„This was an important album — one that signaled whether we would go on and become a mainstream group or just be an R&B act. … At that particular time, which is different than radio today, they didn't really cross a lot of black acts over to mainstream radio. We already had two Gold albums — Open Our Eyes and Head to the Sky — but still, most of the mainstream didn't know who we were.“

„Es war ein wichtiges Album - dasjenige, das darüber entschied, ob wir uns als bekannte Band etablieren können oder ob wir weiter ein R&B-Act-bleiben. … Zu jener Zeit, die eine völlig andere als heute war, wurden nicht wirklich viele schwarze Künstler im Radio gespielt. Wir hatten zwei Gold-Alben - Open Your Eyes und Head to the Sky - doch die meisten im Mainstream wussten nicht, wer wir sind.“

Während der Film wie befürchtet ein Misserfolg wurde, erlangte die Band mit dem Album einen Platz unter den bedeutendsten Bands seiner Zeit. Der bandtypische Sound, den sie mit diesem Album festigten, wird als „leichte Tangorhythmen mit James-Brown-ähnlichen Basslinien, gepaart mit filigranen lateinamerikanischen Beats und harten Funkimprovisationen“ charakterisiert. Die Texte sind teilweise religiös geprägt, Maurice White überwinde damit die Grenzen des schwarzen Amerikas und seine Botschaft, in sich selbst Frieden, Liebe und Harmonie zu finden, richte sich an jeden Hörer überall.

## Titelliste
1. Shining Star (Bailey, Dunn, White) – 2:50
2. That's the Way of the World (Stepney, White) – 5:45
3. Happy Feelin (Bailey, Dunn, McKay, White) – 3:35
4. All About Love (Dunn, White) – 6:35
5. Yearnin', Learnin (Bailey, Stepney, White) – 3:39
6. Reasons (Bailey, Stepney, White) – 4:59
7. Africano (Dunn, White) – 5:09
8. See the Light (Anglin, Bailey, Dunn) – 6:18

## Rezeption und Erfolge
Das Album erhielt überwiegend positive Kritiken. Gordon Fletcher vom Rolling Stone bemängelt in seinem zeitgenössischen Review, dass die „lausige Produktion“ nur bei den schnelleren Stücken funktioniere, während die langsameren Stücke sowie die Balladen keinen Raum hätten, sich zu entfalten. Das Billboard Magazine dagegen lobt die starke Produktion und Darbietung, mit der sich die Band viele neue Hörerschichten erschließen könne. Hamish Champ hebt in seinem 2004 veröffentlichten Buch 100 Best Selling Albums of the 70's die gekonnte Verbindung von Soul, Rockmusik und lateinamerikanischen Rhythmen hervor.
Neben den Charterfolgen erreichte das Album in den USA 1975 Goldstatus und 1999 dreifach Platin. Das Album gehörte 1975 und 1976 zu den Nominierten für das beste Soul/R'n'B-Album bei den American Music Awards. Das Lied Shining Star gewann 1975 den Grammy Award als beste R&B-Gesangsdarbietung, und Prince bezeichnete das Titelstück als einen von 55 Songs, die ihn musikalisch inspiriert haben.